# KONE
KONE je mezinárodní servisní společnost sídlící ve městě Espoo ve Finsku. Byla založena v roce 1910 a v současnosti je jedním z největších výrobců výtahů a eskalátorů na světě. Zaměstnává téměř 43 000 zaměstnanců, kteří se starají o výrobu, údržbu a modernizaci zařízení. Dalším odvětvím, na které se KONE specializuje, je výroba a správa automatických dveří a vrat. KONE spolupracuje a navrhuje řešení především v kruzích stavitelů, architektů a projektantů v 1000 kancelářích v 50 zemích světa.

## Historie
Od roku 1924 patřilo KONE jedné z nejbohatších rodin ve Finsku, rodině Herlinových. Harald Herlin společnost odkoupil a byl jejím předsedou až do roku 1941, kdy po něm převzal předsednictví jeho syn Heikki H. Herlin, a ten řídil společnost až do roku 1987. Rodinný podnik se převáděl z generace na generaci. Posledním úřadujícím předsedou byl do roku 2003 Antti Herlin, vnuk Heikki H. Herlina.

### 1910–1964
Firma KONE (známá jako osakeyhtiö Kone Aktiebolag) byla založena v roce 1910 jako dceřiná společnost Gottfr. Strömberg Oy. Na začátku roku 1918 byla KONE společnost s 50 zaměstnanci, která začala vyrábět a instalovat vlastní výtahy. Společnost byla umístěna v bývalé továrně na margarín v Helsinkách. Později byla továrna odkoupena a kompletně přizpůsobena na výrobní linku pro výtahové zařízení.
Po druhé světové válce byla společnost KONE požádána finskou vládou o pomoc s reparací poválečného Finska. Firma přispěla například elektrickými kladkostroji a jeřáby. Výroba musela být rozšířena a zrychlena a tím byla firma KONE posunuta na přední příčku. V roce 1950 představila společnost první automatické dveře a hydraulické výtahy.

### 1965–1998
V roce 1966 otevřela firma KONE první účelovou továrnu ve městě Hyvinkää. Následující rok byla KONE uvedena na burze v Helsinkách a zahájila svoji mezinárodní expanzi prostřednictvím akvizice švédského Asea-Graham a jeho norské a dánské pobočky.
KONE dále rozšiřovala svou obchodní působnost do celého světa a stala se jedním z největších světových výrobců zdvihacích zařízení.
V roce 1981 KONE vstoupila na americký trh konkrétně v New Yorku a rozšířila svou výrobu do lodního, nákladního a výkladního průmyslu.
V roce 1990 se společnost KONE vzdala vedlejších průmyslových aktivit, jako byl nákladní průmysl, lodní doprava a zůstala pouze u výroby výtahů, eskalátorů a automatických dveří. V roce 1998 investovala společnost 29 000 000 $ do výstavby továrny na výrobu výtahů v Číně.

### 1999–2021
Roku 2013 firma oznámila technologii UltraRope, když se místo ocelového lana použije páska z uhlíkových vláken. To umožňuje snížení spotřeby a prodloužení výšky výtahu. Tato technologie bude použita v mrakodrapu Jeddah Tower.

## Aliance a akvizice

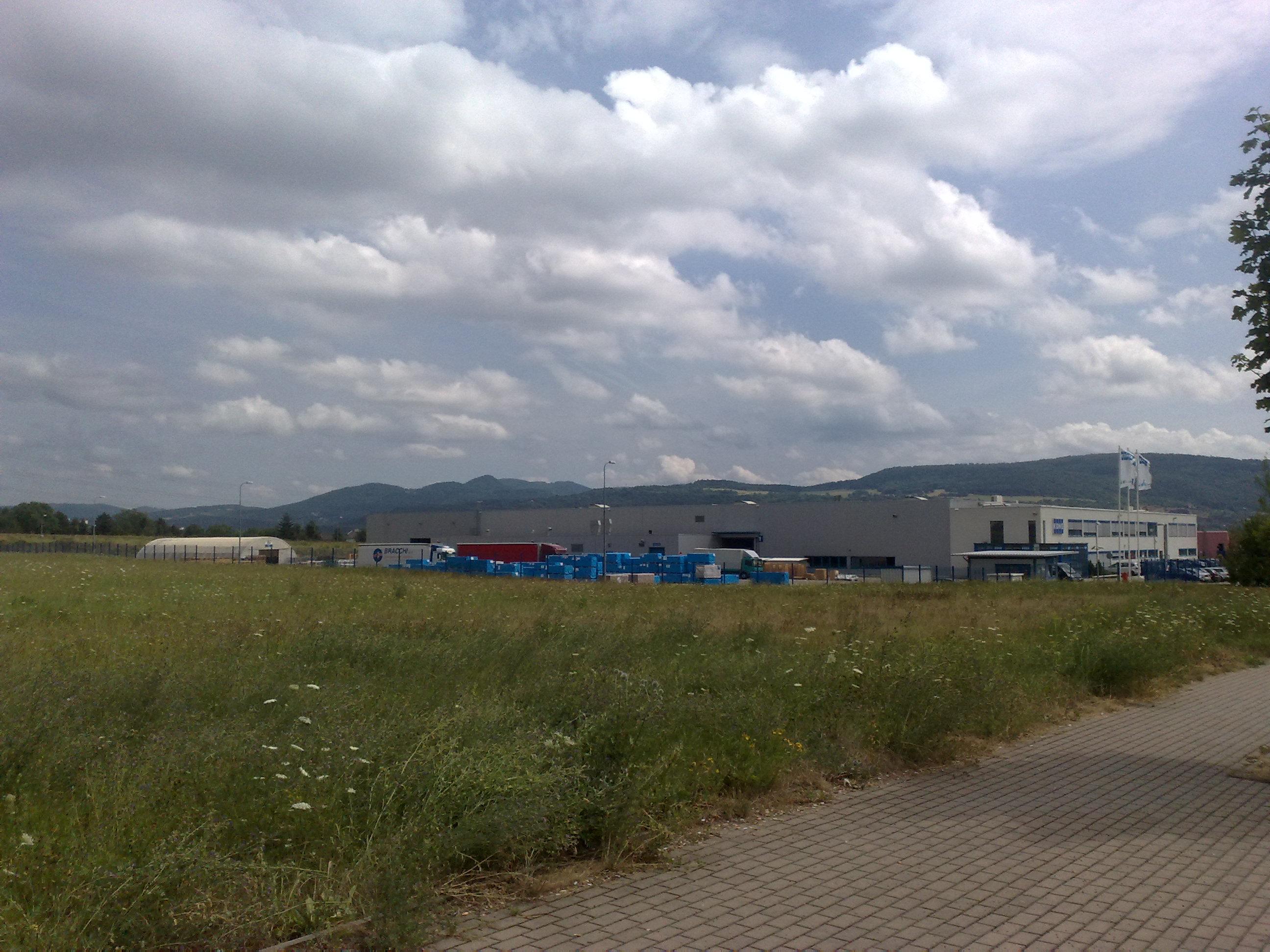
KONE v Předlicích, Ústí nad Labem

- 1981 – KONE vstupuje na trh Spojených států získáním Armor Elevator Co.
- 1985 – akvizice kanadské dceřiné společnosti Elevator's Canadian otevírá alianci s Montgomery v USA, která vede k celkové integraci Montgomery do organizace KONE po roce 1994.
- 1995 – aliance byla utvořena jako KONE a MacGregor tyto dvě společnosti pracovali na výrobě výtahů na moderních výletních lodích.
- 1998 – KONE se spojila s Toshiba (nyní rozdělen do Toshiba výtahu a Building Systems Corp.) v Japonsku.
- 2001 – KONE a Toshiba podepsaly historickou dohodu o výměně podílů a rozšířili licenci k výtahům KONE EcoDisc technologii.
- 2002 – KONE kupuje průmyslovou společnost Partek
- 2007 – KONE oznámila, že nebude dělat hydraulické výtahy.
- 2009 – KONE získává Fairway Elevator Company ve Philadelphii a přistupuje na modernizaci trhu v této oblasti.
- 2011 – KONE staví nové sídlo ve Spojených státech s názvem The Kone centra v Moline, Illinois
- 2011 – KONE získává Long Elevator společnost se sídlem ve Springfieldu, IL sloužící St. Louis, Peoria, Chicagu a NW Indiana.
- 2013 – KONE získal izraelského distributora Isralift
- 2014 – KONE získala podnikatelskou spolupráci v oblasti výtahů a eskalátorů s Marryat & Scott (Keňa), která je jejich autorizovaným distributorem ve východní a střední Africe.